# ゾアたち
ゾアたち（Zoas） とは、ウィリアム・ブレイクによる、預言詩と呼ばれる作品群において、この宇宙を構成しているとされる基本的な存在のことである。

## 概要
「Zoa」という言葉は、本来「beast（獣たち）」を意味する複数形のギリシア語である。しかしブレイクは、このギリシア語「Zoa」に、英語で複数形を現す「-s」をつけて、「Zoas（ゾアたち）」という造語を作り、独自の神話体系の4人の主要登場人物を「四人のゾアたち（The Four Zoas）」と名付けた。
ブレイクが「Zoas」という表現を使い始めたのは、草稿のまま残された未完の『四人のゾアたち（The Four Zoas）』（1797年）からである。その後、個別のゾアたちを意味するために「Zoa」という表現を『ミルトン（Milton）』（1804年）以降から使い始める。

## 四人のゾアたち
四人のゾアたち（Four Zoas）は、以下の4人を指す。
- ユリゼン（Urizen）
- アーソナ（Urthona）
- サーマス（Tharmas）
- ルヴァ（Luvah）

なお、それぞれに独自の呼び名や特性が与えられている。詳細は、それぞれの項目を参照されたい。